# Уварово (упразднённое село, Крым)
Уварово (до 1948 года Алиба́й; укр. Уварове, крымскотат.  Ali Bay, Али Бай) — исчезнувшее село в Ленинском районе Республики Крым, располагавшееся на западе района, на Акмонайском перешейке, примерно в 4,5 км на северо-запад от современного села Уварово.

## История
Первое документальное упоминание села встречается в Камеральном Описании Крыма… 1784 года, судя по которому, в последний период Крымского ханства Али-бай входил в Арабатский кадылык Кефинского каймаканства.
После присоединения Крыма к России (8) 19 апреля 1783 года, (8) 19 февраля 1784 года, именным указом Екатерины II сенату, на территории бывшего Крымского Ханства была образована Таврическая область и деревня была приписана к Левкопольскому, а после ликвидации в 1787 году Левкопольского — к Феодосийскому уезду Таврической области. После Павловских реформ, с 1796 по 1802 год, входила в Акмечетский уезд Новороссийской губернии. По новому административному делению, после создания 8 (20) октября 1802 года Таврической губернии, Алибай был включён в состав Парпачской волости Феодосийского уезда.
По Ведомости о числе селений, названиях оных, в них дворов… состоящих в Феодосийском уезде от 14 октября 1805 года, в деревне Али-бай числилось 4 двора и 38 жителей. На военно-топографической карте генерал-майора Мухина 1817 года деревня Алибай обозначена с 4 дворами. После реформы волостного деления 1829 года Алибай, согласно «Ведомости о казённых волостях Таврической губернии 1829 года», отнесли к Агерманской волости (переименованной из Парпачской). На карте 1836 года в деревне 25 дворов, как и на карте 1842 года.
В 1860-х годах, после земской реформы Александра II, деревню приписали к Арма-Элинской волости. Согласно «Списку населённых мест Таврической губернии по сведениям 1864 года», составленному по результатам VIII ревизии 1864 года, Алибай — владельческая татарская деревня с 2 дворами и 23 жителями при колодцах. По обследованиям профессора А. Н. Козловского начала 1860-х годов, в селении «все без исключения колодцы с весьма солёною водою, годною лишь для животных. Людьми же в пищу не употребляется». На трёхверстовой карте Шуберта 1865—1876 года в деревне Али-Бай обозначено 15 дворов.
По «Памятной книге Таврической губернии 1889 года», по результатам Х ревизии 1887 года, в деревне Али-Бай, уже Владиславской волости, числилось 16 дворов и 76 жителей. По «…Памятной книжке Таврической губернии на 1892 год» в деревне Алибай, не входившей ни в одно сельское общество, числилось 59 жителей, домохозяйств не имеющих. На верстовой карте Крыма 1896 года в селении обозначено 10 дворов с татарским населением. После земской реформы 1890-х годов деревня осталась в составе преобразованной Владиславской волости. По «…Памятной книжке Таврической губернии на 1902 год» в деревне Алибай, находившейся в частном владении, числилось 89 жителей, домохозяйств не имеющих. В 1908 году в деревне было начато строительство мектеба. По Статистическому справочнику Таврической губернии. Ч.II-я. Статистический очерк, выпуск пятый Феодосийский уезд, 1915 год, на хуторе Алибай (вакуф) Владиславской волости Феодосийского уезда числилось 22 двора с немецким населением в количестве 35 человек приписных жителей и 68 — «посторонних». На хуторе просто Алибай числилось 2 двора без населения. К этому хутору относилось 1118 десятин удобной и 25 дес. неудобной замли. При хуторе держали скот в количестве 60 лошадей, 144 вола, 28 коров, 53 жеребёнка и телёнка, 340 овец и коз. Согласно списку 1915 года «…русских подданных из австрийских, венгерских или германских выходцев» землевладельцев, опубликованном в газете «Таврические губернские ведомости» в апреле 1915 года, при деревне Алибай значатся крымские немцы: Бадер Гавриил Антонович, имевший 600 десятин земли и Дик Петр Яковлевич — также 600 дес..
После установления в Крыму Советской власти, по постановлению Крымревкома от 8 января 1921 года была упразднена волостная система и село вошло в состав вновь созданного Владиславовского района Феодосийского уезда, а в 1922 году уезды получили название округов. 11 октября 1923 года, согласно постановлению ВЦИК, в административное деление Крымской АССР были внесены изменения, в результате которых округа ликвидировались и Владиславовский район стал самостоятельной административной единицей. Декретом ВЦИК от 04 сентября 1924 года «Об упразднении некоторых районов Автономной Крымской С. С. Р.» в октябре 1924 года район был преобразован в Феодосийский и село включили в его состав. Согласно Списку населённых пунктов Крымской АССР по Всесоюзной переписи 17 декабря 1926 года, в селе Алибай (татарский), Ак-Монайского сельсовета Феодосийского района, числилось 35 дворов, из них 30 крестьянских, население составляло 145 человек, из них 144 татарина и 1 русский, действовала татарская школа I ступени (пятилетка). Постановлением ВЦИК «О реорганизации сети районов Крымской АССР» от 30 октября 1930 года (по другим сведениям 15 сентября 1931 года) Феодосийский район упразднили и село включили в состав Ленинского.
В годы Великой Отечественной войны на Ак-Монайских позициях, в окрестностях села, происходили ожесточённые бои с войсками вермахта. Во время Керченско-Феодосийской десантной операции, в январе —мае 1942 года, здесь проходила основная линия фронта, которую обороняли части 51-й армии. Наступательные бои в 1944 году, при освобождении Керченского полуострова. вела Приморская армия. Всего в этих местах погибло 400 советских воинов, похороненных в братской могиле. На захоронении был установлен обелиск на постаменте, а уже после ликвидации села, в 1985 году, возле старого памятника установили новый. Постановлением Совета министров Республики Крым № 627 от 20 декабря 2016 года памятник отнесён к категории объектов культурно-исторического наследия России регионального значения.
В 1944 году, после освобождения Крыма от фашистов, согласно постановлению ГКО № 5859 от 11 мая 1944 года, 18 мая крымские татары были депортированы в Среднюю Азию. С 25 июня 1946 года селение в составе Крымской области РСФСР. Указом Президиума Верховного Совета РСФСР от 18 мая 1948 года, Алибай переименовали в Уварово. 26 апреля 1954 года Крымская область была передана из состава РСФСР в состав УССР. Время включения в Ильичёвский сельский совет пока не установлено: на 15 июня 1960 года село уже числилось в его составе. Исключено из учётных данных в 1964 году, а название «Уварово» перенесено на село Браное Поле (согласно справочнику «Крымская область. Административно-территориальное деление на 1 января 1968 года» — в период с 1954 по 1968 годы).

### Динамика численности населения
| - 1805 год — 38 чел. - 1864 год — 23 чел. - 1889 год — 76 чел. - 1892 год — 59 чел. | - 1902 год — 89 чел. - 1915 год — 35/68 чел. - 1926 год — 145 чел. |